# Sparasion pallidinerve
Sparasion pallidinerve is een vliesvleugelig insect uit de familie van de Scelionidae. De wetenschappelijke naam van de soort is voor het eerst geldig gepubliceerd in 1884 door Costa.